# Superior (wieś w Wisconsin)
Superior – wieś w Stanach Zjednoczonych, w stanie Wisconsin, w hrabstwie Douglas.